# Martin Wilbrandt
Martin Wilbrandt (* 29. April 1862 in Brunow bei Grabow; † unbekannt) war ein deutscher Lehrer und Politiker (DDP).

## Leben
Wilbrandt hatte in Rostock, Leipzig und Berlin studiert. Anschließend war er zunächst als Privatlehrer tätig, bevor er 1900 Oberlehrer in Parchim wurde. In Parchim war er auch Bürgervertreter und leitete den Wahlverein der Liberalen im Kreis Parchim-Ludwigslust. Ab 1916 war er Direktor des Gymnasiums in Waren, auch hier leitete er den Wahlverein der Liberalen. 1919 wurde er Abgeordneter des Verfassunggebenden Landtags von Mecklenburg-Schwerin.

## Schriften
- De rerum privatarum ante Solonis tempus in Attica statu ... Typis Academicis Adlerianis, Rostocchii 1895 (Rostock, Univ., Diss., 1895).
- Die politische und soziale Bedeutung der attischen Geschlechter vor Solon. In: Philologus Supplementbd 7,1, 1898.
- zusammen mit Moritz Scholle: Katalog der Lehrer-Bibliothek des Großherzoglichen Friedrich-Franz-Gymnasiums zu Parchim, Abt. 1–4. Gerlach, Parchim 1887–1902.